# Stora Ljusskär (vid Jungfruskär, Houtskär)
Stora Ljusskär är en ö i Finland. Den ligger i Skärgårdshavet och i kommunen Pargas i den ekonomiska regionen  Åboland i landskapet Egentliga Finland, i den sydvästra delen av landet. Ön ligger omkring 71 kilometer sydväst om Åbo och omkring 210 kilometer väster om Helsingfors. Stora 
Öns area är 3,9 hektar och dess största längd är 290 meter i öst-västlig riktning. Närmaste större samhälle är Houtskär, 15,9 km nordost om Stora Ljusskär.